# Vernéřov (zámek)
Vernéřov je zaniklý zámek, který stál ve stejnojmenné zaniklé vesnici v okrese Chomutov. V od poloviny dvacátého století zchátral a po roce 1986 byl spolu s vesnicí zbořen. V zámeckém areálu, který se nachází na východním okraji průmyslové zóny u Klášterce nad Ohří, se dochovaly jen základy s nepatrnými fragmenty nadzemního zdiva.

## Historie
Od roku 1605 Vernéřov patřil rytíři Eliášovi Schmidtgrabnerovi z Lustenegu a byl součástí bruského panství. Jeho potomek, Vilém Jindřich Schmidtgrabner, nechal po roce 1651 postavit přízemní barokní zámek. V letech 1684–1700 vesnice patřila rytířskému rodu z Münchenau a v roce 1701 ji získal Václav Arnošt Markvart z Hrádku, který zámek rozšířil o další patro. Václav Arnošt zemřel roku 1739 a v následujícím roce panství koupil hrabě Václav Antonín Chotek.
Mezi lety 1786 a 1804 (nebo 1803) zámek vlastnil hrabě Jan Karel Chotek z Vojnína. Po něm panství za 157 000 zlatých koupil Ludvík Sulzer, a od něj ještě téhož roku pražský obchodník Petr z Ballabene. O tři roky později zámek získal Paul Büttner, v letech 1827–1837 jej vlastnila Josefa Wolfová z Wolfsbergu a po ní Johann Reinwart. V roce 1857 zámek koupil František Karel Korb z Weidenhaimu, který jej okolo roku 1864 naposledy přestavěl a jehož potomkům patřil až do roku 1945.
Baron Hugo Korb z Weidenhaimu koupil rozsáhlé geologické, mineralogické, botanické, numismatické a archeologické sbírky Antona Martiuse a zpřístupnil je v zámeckém muzeu, které bylo nejstarším v chomutovském okrese. Anton Martius na sklonku života v letech 1872–1876 bydlel na zámku jako správce sbírek. 

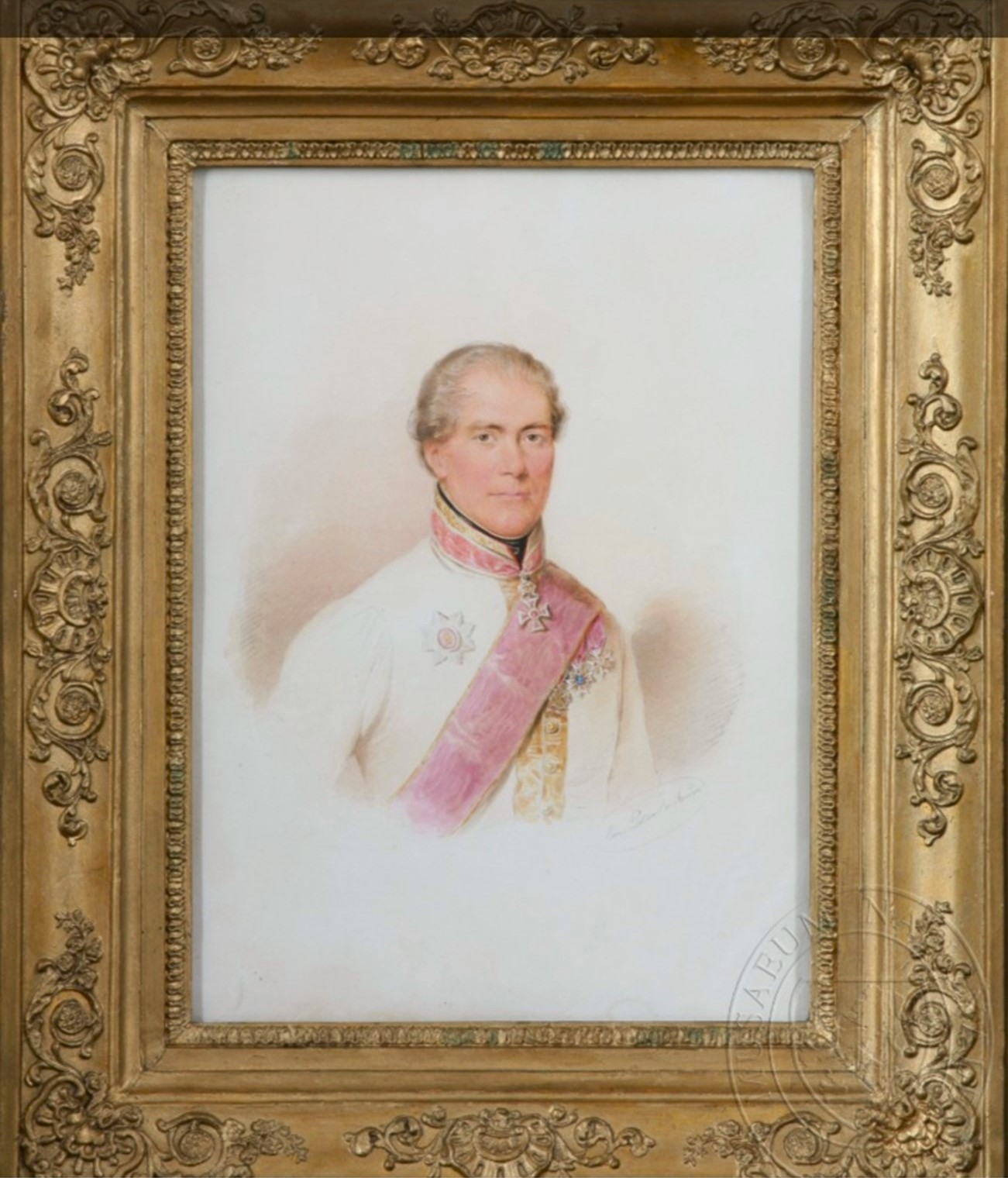
Portrét Augusta von Herzogenberg ze zaniklého muzea, Emanuel Peter 1839; Národní muzeum

Po jeho smrti není jasné, zda celé muzeum zaniklo. Zdeněk Vachata uvádí, že sbírky byly rozprodány, nebo se ztratily.

## 1945–1964
V květnu 1945 zkonfiskovaný zámek i s mobiliářem a sbírkou zámeckého muzea převzal národní správce Jan Vonka, podle archivních zdrojů provedl soupis sbírek a nabídl je muzeím a galeriím. V říjnu 1945 od něj historicko-archeologické oddělení Národního muzea a Národní galerie převzaly 10 obrazů, převážně portréty členů rodin Rothkirchů a Herzogenbergů. 
Po roce 1945 zámek patřil místnímu státnímu statku, který jej převedl na vernéřovské jednotné zemědělské družstvo, v jehož majetku zůstal až do roku 1964, kdy byl převeden na klášterecký státní statek. Od té doby zámek chátral. Existovaly sice plány na zřízení puškařského muzea, ale když padlo rozhodnutí o výstavbě složiště popílku pro prunéřovskou elektrárnu, byl zámek spolu s vesnicí zbořen.

## Stavební podoba
Původní zámek stál na půdorysu ve tvaru písmena L v poplužním dvoře. Středem hlavního křídla vedl průjezd do dvora a po jeho stranách se nacházely valeně zaklenuté místnosti. V kratším křídle, později rozšířeném o malou kapli, bylo schodiště. Chotkové budovu rozšířili o druhé kratší křídlo (zámek tak získal půdorys mělkého písmena U) s místnostmi klenutými plackovou klenbou a stejná klenba byla nově použita v průjezdu brány.
Hlavní budova měla čelnou fasádu završenou nízkou atikou a mělkým středovým rizalitem. Nad bránou, klenutou stlačeným obloukem, byla umístěna kartuše s erbem rodu Korbů nesená okřídlenými lvy. Fasádu členila patrová a hlavní římsa podpíraná pilastry. Během poslední přestavby Františka Korby byla nad západní stranou průjezdu přistavěna věž s hodinami a založen malý anglický park.